# The Great Garrick
The Great Garrick és una pel·lícula de comèdia històrica estatunidenca del 1937 dirigida per James Whale i protagonitzada per Brian Aherne, Olivia de Havilland i Edward Everett Horton. La pel·lícula també compta amb Lionel Atwill, Luis Alberni, Melville Cooper i la futura estrella Lana Turner, que té un petit paper. Basada en l'obra Ladies and Gentlemen d’Ernest Vajda, la pel·lícula tracta sobre el famós actor britànic del segle XVIII David Garrick, que viatja a França per a una aparició convidada a la Comédie Française. Quan els actors francesos senten rumors que deia que els ensenyarà l'art d'actuar, ideen una trama per donar-li una lliçó. Tot i que sovint passa per alt pels crítics a favor de les pel·lícules de terror de Whale, The Great Garrick va ser escollida per Jonathan Rosenbaum per a la seva llista alternativa de les 100 millors pel·lícules americanes.

## Argument
A Londres el 1750, el reconegut actor anglès David Garrick anuncia a l'escenari que ha estat convidat a París per treballar amb la prestigiosa Comédie-Française. Un fop en un seient de caixa declara que els francesos volen que Garrick els ensenyi a actuar, i el públic canta: "Ensenya als francesos!" El dramaturg Beaumarchais atribueix el comentari al mateix Garrick. Els indignats actors francesos, encapçalats pel seu president, Picard, es fan càrrec de la fonda on s'allotjarà, i Beaumarchais idea un complot per humiliar en Garrick públicament.
De camí a París, Garrick coneix Jean Cabot, un admirador ancià que una vegada va actuar amb ell a Hamlet i ara treballa com a animador de la Comédie-Française. Cabot —que va ser expulsat de la trobada de la Comedie-Française quan va protestar que Garrick podria ser innocent— ha cavalcat sense parar durant dos dies per avisar l'actor, tot i que no coneix els detalls de la trama. Cabot li aconsella que viatgi directament a París. Garrick decideix aturar-se a la fonda tal com estava previst i actuar-hi, malgrat els recels del seu company Tubby i la preocupació de Cabot que hi pugui haver violència.
A l'hostal, Picard intenta reunir el seu repartiment, però es troba amb temperament i histriònic per tots els costats, especialment per part de Basset, la insistència del qual a interpretar un boig és bastant esfereïdora. Planegen incomodar l'anglès amb un quasi accident d'un tronc que cau; un duel aparentment fatal amb espases; un tiroteig entre un marit i l'amant de la seva dona; el cambrer boig de Basset; i finalment, l'atac d'un violent ferrer.
Garrick i Tubby arriben a la fonda, i el "ferrer", borratxo i sense guió, s'equivoca amb el tac i trenca una de les rodes del carro. Garrick s'allunya amb habilitat del camí de l'equipatge que cau i no es pertorba quan els duelistes creuen espases durant el seu sopar.
Una complicació sorgeix a mitja actuació quan apareix a la fonda Germaine Dupont, comtessa de la Corbe. El seu cotxer s'ha lesionat. Garrick creu que és una de les actrius, quan en realitat està fugint d'un matrimoni arranjat pel seu pare. Ell segueix interpretant, oferint-li la seva habitació. Al llarg de la nit, s'enamoren.
Després d'una vetllada entretinguda, Garrick escolta el "ferrer" revisant el seu guió i recordant-se que ha de colpejar l'enclusa amb el seu martell i no el cap de Garrick. Es disfressa de ferrer i, fent veure que està borratxo, diu a la tropa horroritzada que ha colpejat i matat la seva víctima prevista. Tubby s'enfada amb ells i demana que algú cridi el guàrdia. Els actors tenen previst fugir. Aleshores Garrick revela la seva identitat.
No traeix a Cabot. No cal, ja que revela fàcilment els defectes de les seves actuacions. Garrick afegeix que admira la Comédie Française i mai va dir res tan estúpid com el comentari que va precipitar aquesta farsa.
A la seva habitació, ataca Germaine per la seva mala interpretació, inclosos els seus petons dolents. Enfurismada, ella respon que no té molta experiència, però no corregeix el seu error. Garrick la deixa amb el furiós consell que va deixar l'escenari.
A la planta baixa, Picard demana disculpes en nom de la companyia i demana a Garrick que s'uneixi a ells a París. Garrick accepta amablement.
A la seva estrena a París, a punt d'interpretar Don Juan per primera vegada, Garrick busca a l'escenari Germaine. S'assabenta per Picard que ella no és membre de la companyia. En adonar-se que ella deia la veritat i que ell l'estima realment, declara que està massa angoixat per actuar mai més, tret que la trobi. Surt a anunciar això al públic i veu la Germaine dins d'una capsa, radiant. Ell queda mut. A la caixa de l’apuntador, Jean Cabot aixeca una pissarra negra que diu: "La vaig conèixer a l'estable. Li vaig explicar. Ella sap, entén, perdona, estima". Inspirat, Garrick es llança a un discurs sobre estar enamorat. Germaine al principi està encantada, després es preocupa quan sembla que revelarà el seu nom, però Garrick identifica el seu nou amor com la bella França. Ella li llança una flor.

## Repartiment
- Brian Aherne com a David Garrick
- Olivia de Havilland com a Germaine
- Edward Everett Horton com a Tubby
- Melville Cooper com a M. Picard
- Lionel Atwill com a Beaumarchais
- Luis Alberni com a Basset
- Lana Turner com a Auber
- Marie Wilson com a Nicolle
- Linda Perry com a Molee
- Fritz Leiber Sr. com a Horatio
- Etienne Girardot com a Jean Cabot
- Dorothy Tree com a Mme. Moreau
- Craig Reynolds com a M. Janin
- Paul Everton com a posador d'Adam i Eva
- Trevor Bardette com a M. Noverre
- Milton Owen com a Thierre
- Albert Dekker com a LeBrun
- Chester Clute com a M. Moreau

Els actors no acreditats inclouen Harry Davenport com l'hostaler de Turk's Head i Fritz Leiber Jr., més tard conegut com a autor, com a Fortinbras a Hamlet. jugar.

## Producció
La pel·lícula va ser realitzada per James Whale per a Warner Brothers poc després de la problemàtica producció de The Road Back, que havia trobat controvèrsia i oposició del govern nazi, i va tensar la seva relació amb els seus caps a Universal Pictures on havia treballat durant els últims sis anys. La pel·lícula de Garrick pretenia ser un esforç més alegre. Tanmateix, tant aquesta com la seva següent pel·lícula Port of Seven Seas van ser un fracàs a la taquilla. Whale finalment va tornar a Universal on va veure acabar el seu contracte en gran part fent pel·lícules B.

## Recepció
El crític de The New York Times Frank Nugent va elogiar la pel·lícula i l'actuació d'Aherne:
| « | De les moltes llegendes sobre David Garrick, aquella figura gairebé llegendària del teatre del segle XVIII, compten com una de les més divertides The Great Garrick... Brian Aherne (presenta) Garrick com el jove i guapo fatxenda que més aviat esperàvem trobar. ... (La pel·lícula) és una farsa àgil i pintoresca dins d'una farsa... presentada de manera més divertida i resolta amb humor. | » |

Variety la va qualificar:
| « | ... una producció de mà d'obra superlativa fabricada a partir d'impressions antigues de l'època i actuant per un bon repartiment de la manera extravagant que exigeix el guió... no sense angles molt divertits. El fet és que és una farsa, s'ha d’interpretar com una farsa amb velocitat i hilaritat creixent. Aquest, però, no és el cas. La direcció de Whale està orientada a un ritme lent. Els seus passatges romàntics entre Aherne i De Havilland són força encantadors, però massa llargs. | » |

El 1998, Jonathan Rosenbaum del Chicago Reader va incloure la pel·lícula a la seva llista sense classificar de les millors pel·lícules americanes no incloses a l'AFI Top 100.
El 2006, Dennis Schwartz va escriure que aquesta "farsa d'època descurada mereix més atenció i amor; és una de les pel·lícules més alegres de Whale i demostra que pot fer grans comèdies fora del gènere de terror... És una comèdia romàntica molt agradable, amb el conjunt. llançat en bona forma i sota la direcció capaç de Whale, capta tota la diversió de la farsa."